# Abeokuta-Sul
Abeokuta Sul  é uma Área de governo local no Ogun (estado), Nigéria. A sede da LGA está em Ake Abeokuta7° 09′ 00″ N, 3° 21′ 00″ L.
Possui uma área de 71 km2 e uma população de 250.295 no censo de 2006.
O código postal da área é 110.
Foi representado pelo Dimeji Bankole, ex-presidente da Câmara dos Representantes da Nigéria, de 2003 a 2011.